# Adolphe-Philibert Dubois de Jancigny
Adolphe-Philibert Dubois de Jancigny, né le 7 mai 1791 à Paris et mort le 20 mars 1860 à Chandernagor, est un explorateur et diplomate français. 

## Biographie
Dubois de Jancigny est le fils de Jean-Baptiste Dubois de Jancigny, agronome, puis préfet de Napoléon. Il participe aux dernières campagnes de l'Empire et, mis en demi-solde en 1815, voyage dans les Indes orientales. 
En 1829, il devient  aide de camp du roi indien d'Aoudh qui le charge en 1834-1835 d'une mission en Europe. Dubois publie alors dans la Revue des Deux mondes une série d'articles sur les affaires asiatiques. 
À son retour en France en 1840, le ministère des Affaires étrangères le choisit pour diriger une expédition politique et commerciale dans l'Extrême-Orient. Il part ainsi de Brest le 28 juin 1841 à bord de l'Érigone de Jean-Baptiste Cécille, fait escale à Rio de Janeiro en juin, à Singapour fin août, à Manille en septembre et arrive à Macao le 7 décembre. 
En mars 1842, il se rend à Canton où il entre en contact avec les autorités chinoises. Il s'y montre partisan d'un engagement de la France aux côtés de l'Angleterre dans la guerre de l'opium, en opposition totale avec Cécille qui, lui, souhaite une stricte neutralité du pays. 
Dubois embarque en juillet 1842 sur la Favorite de François Page et gagne Hong Kong où il doit rencontrer les Anglais. Il se fait amener sur le lieu des opérations à Ting-Haï dans les îles Chousan (6 août) puis gagne Wusong. Alors qu'il remonte le Yang-Tse, Dubois rencontre le 6 septembre Cécille qui, lui, redescend le fleuve après avoir signé le 29 août le traité qui met fin à la guerre de l'opium. 
La Favorite mouille à Nankin le 17 septembre 1842, ce qui en fait le premier navire à pénétrer aussi loin à l'intérieur de la Chine. Dubois est de retour à Macao le 10 novembre. Il y prépare alors l'arrivée des premiers consuls français et obtient pour la France les mêmes avantages commerciaux que l'Angleterre. 
Dès l'installation du premier consul de France, Ulysse de Ratti-Menton, il entre en conflit avec lui, chacun prétendant représenter la France face aux autorités de Canton. Dubois est rappelé en France au début de l'année 1844 mais ne quitte Macao que le 26 mai. Il débarque alors à Semarang puis se rend à Batavia où, en mars 1845, il accueille les délégués de la mission Lagrené puis, un mois plus tard, Lagrené lui-même. 
Malgré les différentes lettres de rappel du ministère des Affaires étrangères, Dubois ne se résout pas à rentrer et ne s'y résigne que sous la menace de la suppression de sa paie en 1846. 
Tombé en disgrâce, il n'obtient qu'un poste de vice-consul à Bagdad en novembre 1849 puis est détaché au ministère de 1851 à 1855 avant d'être placé en disponibilité. Finalement nommé chef de service à Chandernagor, il y meurt peu de temps après son arrivée.

## Publications
On lui doit de nombreux articles dans la Revue des Deux mondes et dans l'Univers pittoresque, tels que : 
- Affaires de l'Afghanistan, 1er janvier 1840
- Système fluvial de l'Inde, 15 février 1840
- L'Afghanistan : mœurs des Afghans, 15 mars 1840
- L'Hindoustan : affaires de Chine, 15 mai 1840
- Progrès de la puissance anglaise en Chine et en Inde : expédition de Chine, 15 avril 1841

Ainsi que les ouvrages : 
- Inde, avec Xavier Raymond, Firmin-Didot frères, 1845
- Japon, Indo-Chine, Empire birman (ou Ava), Siam, Annam (ou Cochinchine), Péninsule malaise, etc., Ceylan, Firmin-Didot frères, 1850